# Мускат (десертное вино)
О винах из муската, выполненных в иных стилистиках, см. мускаты
Муска́т (фр. muscat) — десертное вино (как правило, креплёное), изготавливаемое из мускатных сортов белого винограда, легко накапливающих сахар. Отличается характерным ароматом, который придают содержащиеся в винограде эфирные масла.  Как правило, мускатные вина содержат от 13 до 16 объёмных % спирта и от 20 до 30 % сахара. Виноград для муската собирают при сахаристости 25-40 %.
Предполагают, что вина из мускатных сортов винограда изготавливались ещё в Древней Греции и Риме. Долгое время мускат не считался подходящим для производства сухих вин из-за некоторой горечи, присущей ягодам. На «золотистых» десертных винах из муската со Средних веков специализировались некоторые острова Греции и Италии (техника «пассито»), а также юго-восток Франции (Бом-де-Вениз, Фронтиньян, Ривзальт и т. д.). Посетивший Сицилию в «прекрасную эпоху» Павел Муратов упоминает в «Образах Италии» характерный для региона «сахаристый мускат Сиракуз» и, в качестве атрибута сицилийского ужина, «покрытую густым слоем пыли бутылку золотистого, сладкого и липкого муската, добытую из старинного богатого погреба». Португальский полуостров Сетубал с начала XIX века производит янтарные креплёные мускаты с ароматом флёрдоранжа («Мушкатель де Сетубал»). Англичане викторианской эпохи предпочитали десертные мускатные вина из Южной Африки, именуемые «Констанция» (упоминаются у Джейн Остин, Диккенса и других классиков). 
В России производство креплёных мускатных вин началось в 1828 году на южном берегу Крыма. В СССР наиболее известные десертные мускаты (как, например, «Мускат белый Красного Камня») вырабатывались объединением «Массандра» из винограда мускатных сортов, выращенного в Крыму. Для крымских мускатов свойственна интенсивная ароматика сухофруктов: изюма, урюка, чернослива.
Ароматические мускатные вина издавна считались дамским лакомством. «Мускат по вкусу дамам восхищённым», — писал в 1817 году Адам Мицкевич. В «Пирамиде» Л. Леонова розовый крымский мускат упоминается как «изысканное дамское блаженство». Мускатное вино нередко фигурирует и в стихах советских поэтов. В. Катаев упоминает «нежный, особый крымский аромат, говорящий о любви, счастье, а также о розовом массандрском мускате».

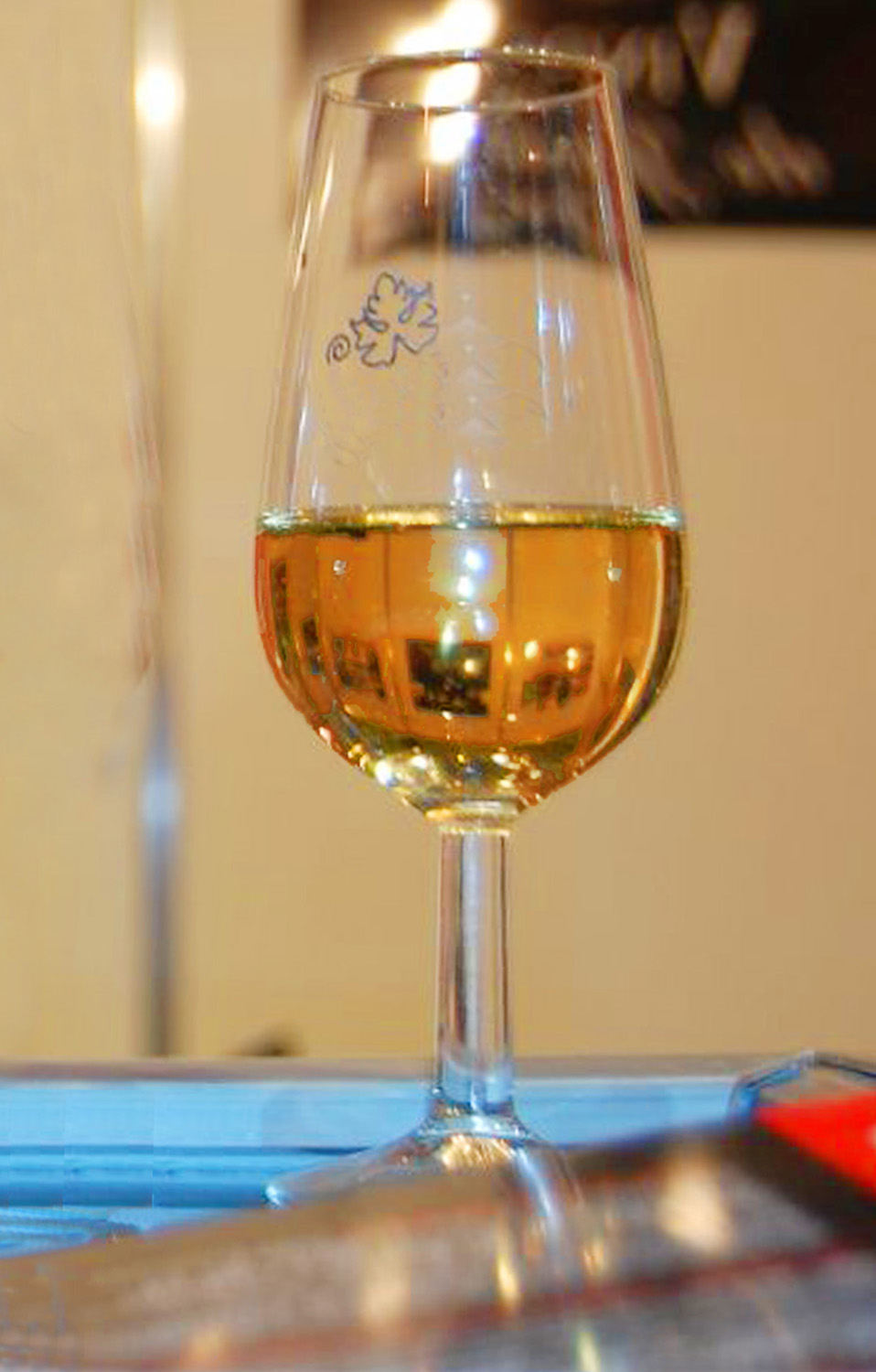
Бокал португальского муската
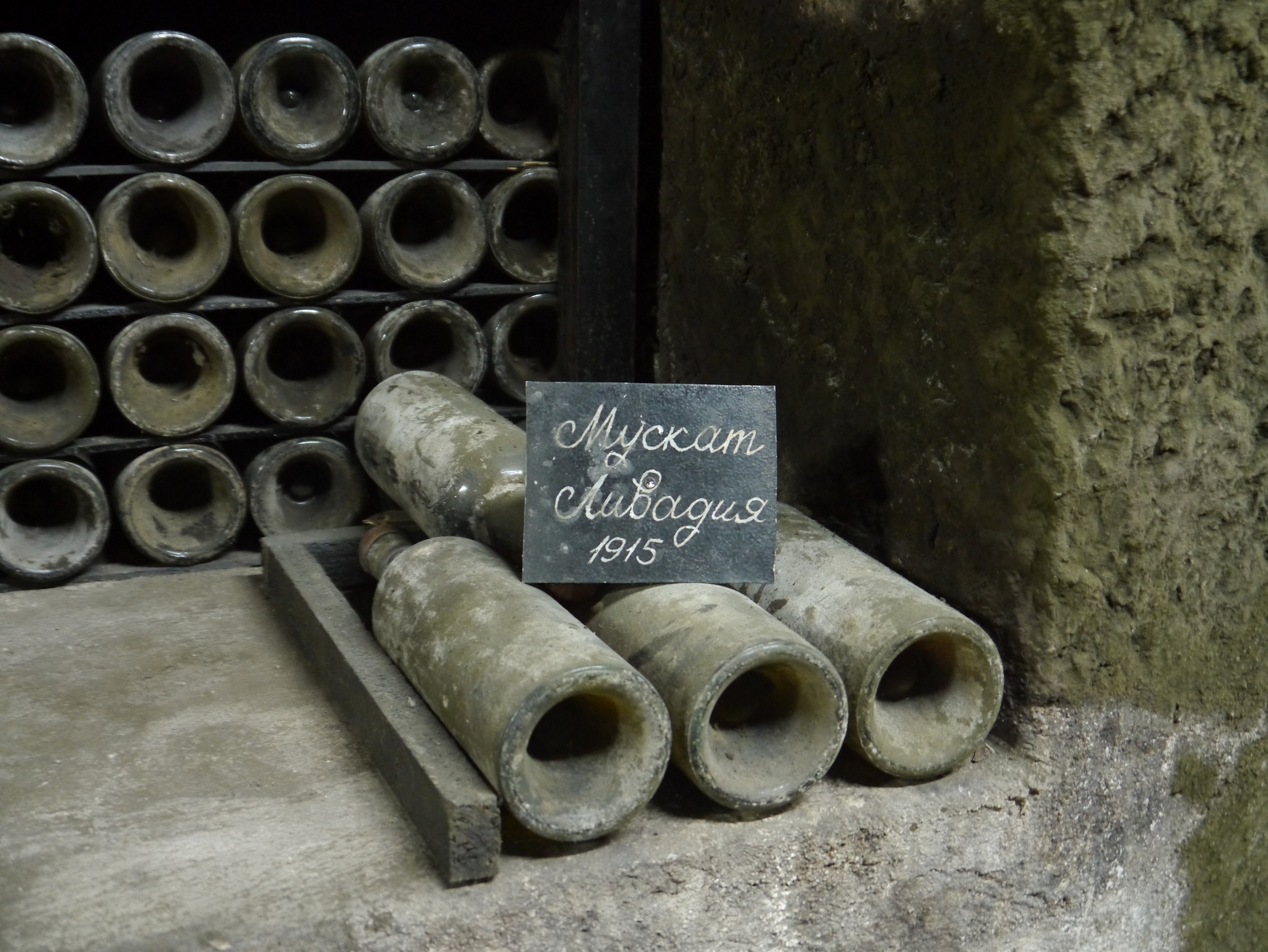
Бутылки ливадийского муската 1915 года
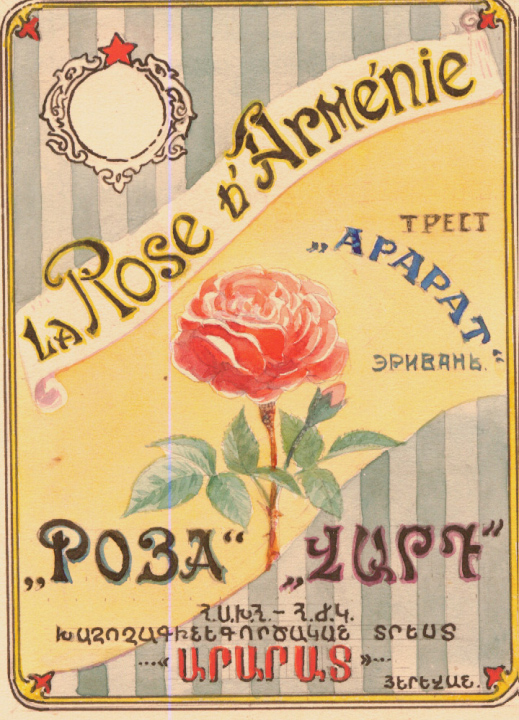
Этикетка армянского муската 1920-х годов
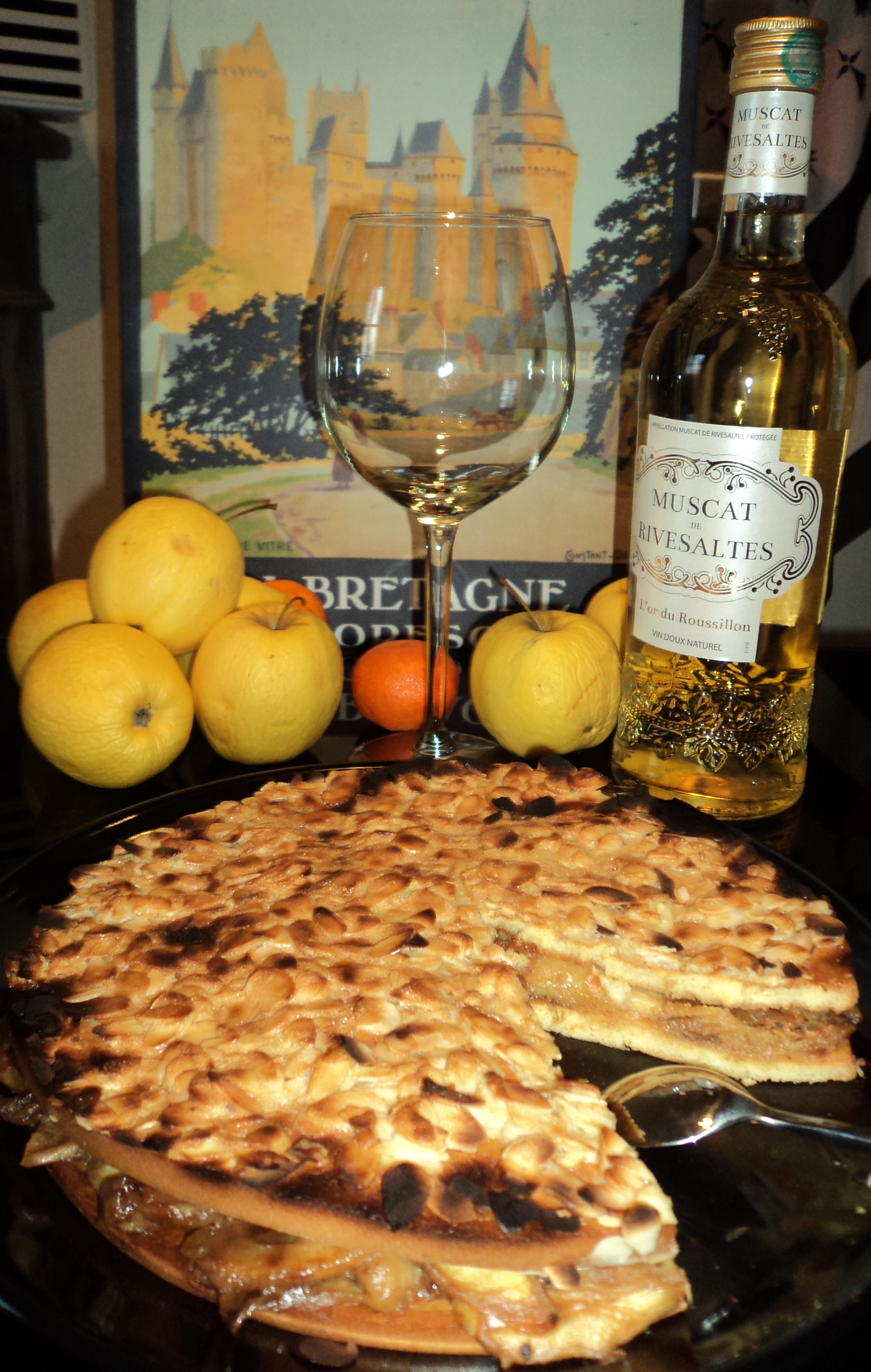
Французский мускат из Ривзальта
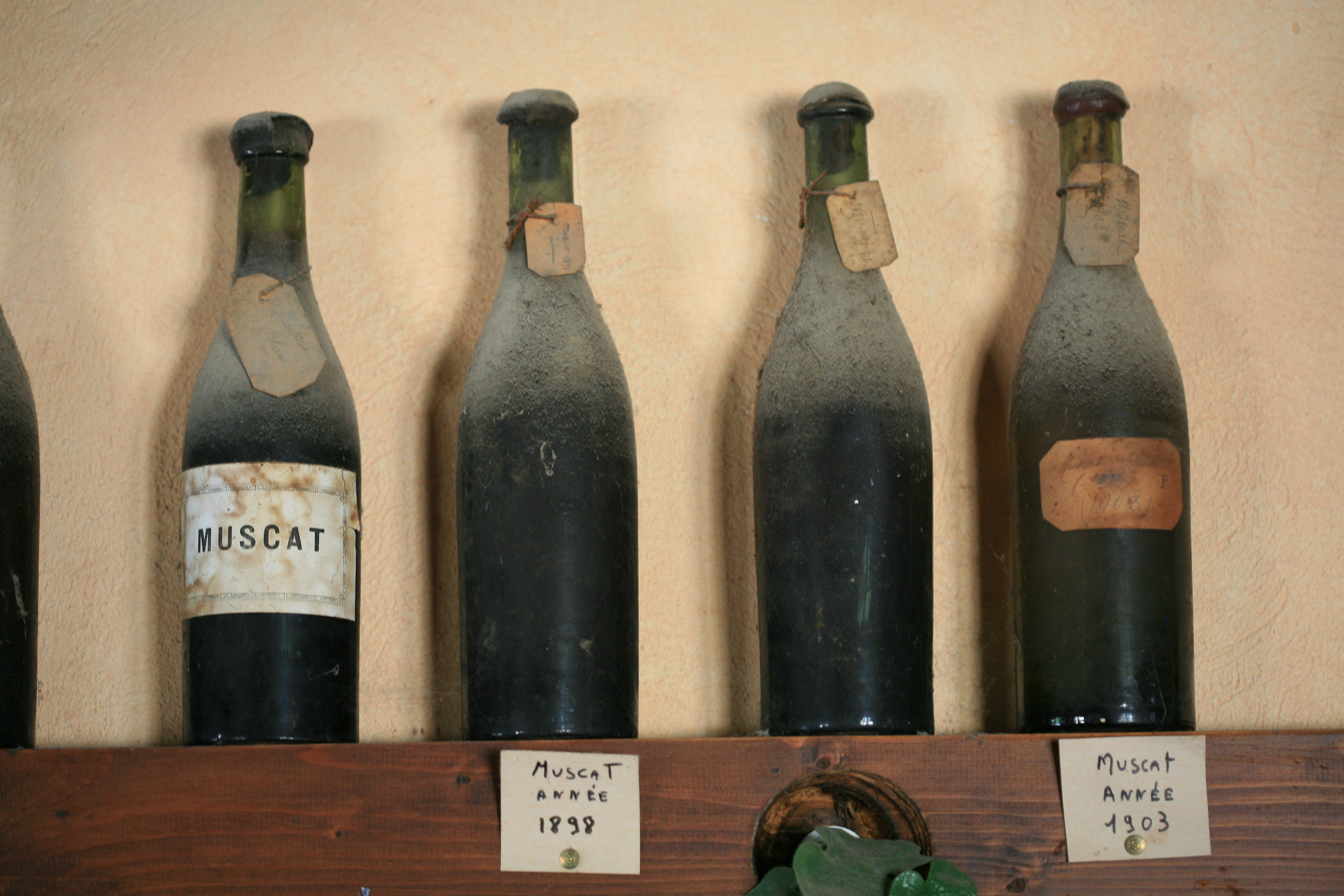
Старинные бутылки муската в Бом-де-Венизе